# Реаниматор
«Реанима́тор» (англ. Re-Animator) — американский фильм ужасов, снятый по мотивам рассказа Говарда Филлипса Лавкрафта «Герберт Уэст — реаниматор». Первый полнометражный фильм Стюарта Гордона. Премьера фильма состоялась 18 октября 1985 года. В США фильм собрал $2 023 414.

### Слоганы
- «H.P. Lovecraft’s classic tale of horror…» («Классическая история ужаса Говарда Лавкрафта»)
- «Death Is Just The Beginning…» («Смерть — лишь начало»)
- «It will scare you to pieces» («Это „разужасит“ вас на кусочки»)
- «Herbert West has a good head on his shoulders… And another one on his desk!» (« У Герберта Уэста хорошая голова на плечах… И еще одна на столе!»)

## Сюжет
Студенту-медику Дэну Кейну из университета Мискатоник (на базе стационарной клиники) дают в напарники Герберта Уэста, переведённого из Швейцарии после странного скандала, о подробностях которого новичок скромно умалчивает. Одержимый работой, с постоянно горящими поиском глазами Уэст моментально вызывает симпатии у своего коллеги и одновременно — жгучую ненависть со стороны прославленного и удачливого доктора Хилла, под началом которого им предстоит работать.
Герберт Уэст увлечённо занимается поиском лекарства, способного воскрешать мёртвых. Результатами исследований он охотно делится с новым другом, заражая Кейна своим энтузиазмом.
Однако исследования Уэста быстро заходят слишком далеко. Постоянная нехватка экспериментального материала приводит к тому, что напарники начинают использовать для экспериментов трупы в морге университета, подбирая всё, что посвежее. Но оживлённый ими труп быстро выходит из-под контроля и убивает случайно оказавшегося в морге директора Хэлси. Уэст, получив таким образом ещё более свежий труп, вводит в него реагент, но полноценного оживления не происходит — директор Хэлси также превращается в буйного зомби. Чтобы избежать скандала и наказания, студенты заявляют полиции, что Хэлси сошёл с ума и напал на них. Ни живого ни мёртвого директора запирают в комнате для психически больных.
Заинтересованный происшествием, доктор Хилл узнаёт о чудодейственной сыворотке и намеревается присвоить её себе. Но когда он пытается шантажировать Уэста, то становится его первой жертвой — Герберт обезглавил доктора ударом лопаты.
Вскоре Уэсту приходит в голову мысль проверить действие сыворотки на разрозненных частях тела. Он вводит реагент в голову и тело Хилла. Голова Хилла вскоре оживает и грозит Уэсту расправой за содеянное. Герберт, увлечённо наблюдая за головой Хилла, совершенно не обращает внимание на его обезглавленное тело, которое также оживает. Тихо подкравшись сзади, оно оглушает Уэста.
Очнувшись, Герберт увидел, что доктор Хилл исчез, а вместе с ним и сыворотка со всеми записями. Сообщив о случившемся Дэну, он немедленно отправляется вместе с ним в университет: Уэст — чтобы остановить Хилла и вернуть украденное, Кейн  — чтобы спасти Мэган, которую похитил помешавшийся на ней доктор.
Напарники быстро находят доктора Хилла в морге. Жаждущий мести Хилл с удовлетворением встречает Уэста, и внезапно на Герберта и Дэна нападают оживлённые доктором тела — как оказалось, Хилл овладел техникой полного подчинения своей воле оживлённых мертвецов. В морге начинается побоище и пожар. Уэст взрывает обезглавленное тело Хилла огромной дозой реагента, но его останки обездвиживают Герберта. Тем временем Кейн и Мэган бегут из морга, но один из оживлённых Хиллом мертвецов нападает на Мэган и душит её. Отбив у зомби бездыханную возлюбленную, Дэн изо всех сил пытается её реанимировать, но безуспешно. В последней сцене он впадает в отчаяние, но, внезапно найдя шприц со светящейся сывороткой Уэста, всё же решает попытаться оживить Мэган.

## В ролях
- Джеффри Комбс — Герберт Уэст
- Брюс Эббот — Дэн Кейн
- Барбара Крэмптон — Мэган
- Роберт Сэмпсон — Алан Хэлси
- Дэвид Гейл — Карл Хилл
- Эл Барри — доктор Ханс Грюбер
- Кэролин Пёрди-Гордон — Доктор Хэррод
- Питер Кент — Мелвин, реанимированный
- Барбара Питерс — медсестра

## История создания

### Сценарий
Идея экранизировать рассказ пришла Стюарту Гордону и его друзьям в один из вечеров, когда все собрались обсудить фильмы про вампиров. Гордон считал, что в кинематографе слишком много фильмов про Дракулу и хотел снять фильм о монстре Франкенштейна. Один из приятелей спросил, читал ли Гордон рассказ про учёного Герберта Уэста из повести Говарда Лавкрафта «Герберт Уэст — реаниматор». Гордон прочитал практически все произведения писателя, но именно этот рассказ не смог найти. Тогда он обратился в Публичную Библиотеку Чикаго и прочитал их экземпляр.
Сначала режиссёр хотел адаптировать повесть для постановки на сцене, но сценаристы Денис Паоли и Уильям Норрис посоветовали Гордону начать проект в качестве полуторачасового пилотного эпизода для ТВ-шоу. Действие рассказа происходило в начале века, и команда поняла, что будет слишком дорого воссоздать декорации. Хотя Гордон и Паоли хотели снимать дословную экранизацию повести, возникла идея снять картину в стиле пародии на «Франкенштейна».
Тогда время действия было перенесено в наше время, в Чикаго, чтобы можно было задействовать актёров из театральной студии Organic Theater. Ребятам сказали, что никто не купит полуторачасовой материал, и тогда они переписали сюжет в час и добавили 12 эпизодов для будущего сериала. Специалист по визуальным эффектам Боб Гринберг, работавший над фильмом Джона Карпентера «Тёмная звезда», не уставал повторять инициативной команде, что жанр ужасов имеет шанс стать успешным лишь в большом кино. Тогда Гринберг познакомил их с продюсером Брайаном Юзной. Юзна прочитал сценарий всех эпизодов и уговорил Гордона начать съёмки в Голливуде, так как производство картины станет дешевле. Юзна подписал контракт по прокату картины со студией Чарльза Бэнда «Empire Pictures» в обмен на помощь со стадией пост-продакшена.

### Съёмки
Фильм был снят всего за 20 дней, хотя график съёмок предусматривал 18 дней. Съёмки фильма проходили в одном из самых старых павильонов Голливуда, по воспоминаниям актёров в полу были дыры, а с потолка капала вода. Однако, несмотря на это, среди членов съёмочной группы постоянно царило веселье. Из-за низкого бюджета фильма гримёры использовали в качестве своих помощников студентов. Начальная сцена была снята за один день по совету Брайана Юзны.

### Грим
Над гримом и спецэффектами работал Джон Нолин. Вместе с Гордоном они изучили патологоанатомический учебник, чтобы грим и куклы-трупы выглядели натуралистичней, создав множество разных оттенков цвета кожи. По признанию Нолина, этот фильм — самый кровавый из всех, над которыми ему приходилось работать.
Самым сложным на съемках стало создание безголового зомби доктора Хилла. Тони Дублин сконструировал механическую куклу и столкнулся с проблемой диспропорций — «отрезанная» голова живого актёра была куда меньше туловища. Было использовано много хитростей и необычных углов камеры.

## Приём
Вопреки своей кровавости фильм не получил большого количества негативных откликов, зато он получил звание современной классики фильмов ужасов. После съёмок фильма режиссёр Стюарт Гордон получил прозвище «Реаниматор». После окончания съёмок фильма Брайан Юзна не стал показывать фильм рейтинговой комиссии.

## Телесериал
Для телевидения готовился к выходу одноимённый сериал ужасов, действие которого перенесено в наши дни.

## Музыка
Музыку к фильму написал композитор Ричард Бэнд.
1. Prologue / Main Title Theme (4:13)
2. Meg Looks For The Cat (2:09)
3. Dan Falls Into The Cellar (2:01)
4. Turning Point / First Reanimation / First Reanimator (8:33)
5. Halsey Back To Life (0:58)
6. Halsey Grabs The Boys (0:52)
7. Welcome Back To Life (1:11)
8. Meg & Hill In Office (1:07)
9. West Tries Parts (1:06)
10. Searching Hill’s Office (1:30)
11. Body & Soul (1:28)
12. Love Theme (1:08)
13. Corpses Just Want To Have Fun (6:00)
14. Meg Is Gone…Well, Maybe Not / End Credits (3:51)
15. Interview With Richard Band (14:37)
16. Re-Animator Theme [Reprise] (2:23)

## Видеоиздание фильма
На официальном DVD-издании фильма можно найти вырезанные сцены, которые объясняют некоторые несостыковки сюжета.